# Enlilnadinaque
Enlilnadinaque (Enlil-nadin-ahhe) ou Enlilnadinaqui (Enlil-nadin-ahi) foi o último rei cassita da Babilônia que reinou entre 1 157 a.C. até 1 155 a.C.. Ele sucedeu a Zababasumaidina, deposto por Sutruque-Nacunte de Elão.

## Reinado
Após a Babilônia ser conquistada por Sutruque-Nacunte, a coroa do país foi dada a seu filho Cutir-Nacunte III. A Resistência Nacional da Babilônia (RNB) encontrou o príncipe cassita Enlilnadinaque num trono, desafiando as forças elamitas ocupantes. Os elamitas, sob o comando de Cutir-Nacunte, agiram com força contra os rebeldes, e após dois anos foram completamente derrotados e Enlilnadinaque foi capturado.[carece de fontes?]
Quando o rei Cutir-Nacunte III alcançou a coroa de Elão com a morte de seu pai (por volta de 1 155 a.C.), a Babilônia tornou-se uma província elamita com um governador.